# Новосёловское сельское поселение (Томская область)
Новосёловское се́льское поселе́ние — муниципальное образование в Колпашевском районе Томской области Российской Федерации.
Административный центр — село Новоселово.

## История
Статус и границы сельского поселения установлены Законом Томской области от 09 сентября 2004 года № 195-ОЗ О наделении статусом муниципального района, поселения (городского, сельского) и установлении границ муниципальных образований на территории Колпашевского района.
Законом Томской области от 10 мая 2017 года № 37-ОЗ, были преобразованы, путём их объединения, Дальненское и Новосёловское сельские поселения — в Новосёловское сельское поселение с административным центром в селе Новоселово.

## Население
| 2002  | 2010  | 2012  | 2013  | 2014  | 2015  | 2016  |
| ----- | ----- | ----- | ----- | ----- | ----- | ----- |
| 2168  | ↘1775 | ↘1743 | ↘1703 | ↘1674 | ↘1621 | ↘1590 |
| 2017  | 2018  | 2019  | 2020  | 2021  |       |       |
| ↘1536 | ↗1841 | ↘1767 | ↘1718 | ↘1326 |       |       |

## Состав сельского поселения
| №  | Населённый пункт | Тип населённого пункта       | Население |
| -- | ---------------- | ---------------------------- | --------- |
| 1  | Белояровка       | деревня                      | ↘102      |
| 2  | Дальнее          | посёлок                      | ↘93       |
| 3  | Куржино          | посёлок                      | ↘24       |
| 4  | Маракса          | деревня                      | ↘445      |
| 5  | Мохово           | деревня                      | ↘23       |
| 6  | Новоселово       | село, административный центр | ↘571      |
| 7  | Павлов Мыс       | посёлок                      | ↘14       |
| 8  | Родионовка       | деревня                      | ↘3        |
| 9  | Типсино          | деревня                      | ↘4        |
| 10 | Усть-Речка       | деревня                      | ↘0        |
| 11 | Юдино            | деревня                      | ↘47       |